# Принц Уэльский
Принц Уэ́льский (англ. Prince of Wales, валл. Tywysog Cymru), в старой русской транскрипции принц Валли́йский, — титул мужчины-наследника английского престола; с 1707 года, после юридического объединения Англии и Шотландии — престола Великобритании. Как правило, женщина-наследница престола не носит титула «принцесса Уэльская», его использует только жена принца.

## История титула
Титул известен с раннего Средневековья, до конца XIII века его носили правители Уэльса — региона, находившегося на западе Британии. Последним независимым от Англии правителем Уэльса (принцем Уэльским) был Лливелин ап Грифид. В конце XIII века, в связи с завоеванием Уэльса королём Англии Эдуардом I и потерей Уэльсом независимости, титул принца Уэльского перешёл к английской короне и стал принадлежать наследнику её престола.
По преданию, Эдуард I применил хитрость, чтобы добиться доминирования английской короны в Уэльсе. Когда он, достигнув внушительных военных успехов в этом крае, собрал валлийских князей и предложил им признать вассальную зависимость от Англии, те в качестве главного условия потребовали, чтобы принцем Уэльса был местный уроженец, не знающий ни слова по-английски. Эдуард тут же дал торжественную клятву соблюсти это условие. Князья подписали договор о вассальной зависимости, после чего Эдуард вынес им своего сына (будущего короля Эдуарда II), родившегося накануне в валлийском замке Карнарвоне, и воскликнул: «Вот вам принц Уэльский, уроженец вашей страны и он ни слова не знает по-английски!» Легенда известна с XVI века. В действительности во времена Эдуарда I аристократия в Англии была нормандской и говорила по-старофранцузски; но Эдуард II действительно родился в Карнарвоне во время кампании его отца в Уэльсе.

## Порядок присвоения
Титул принца Уэльского не является автоматически присваиваемым или наследуемым, он каждый раз специально присваивается монархом, обычно через несколько месяцев или даже лет после того, как наследник приобретает статус. Ряд наследников — старших сыновей так и не успели получить титул принца Уэльского, в частности, будущий Генрих VI (его отец Генрих V умер вскоре после его рождения, и он сразу вступил на престол), два умерших в младенчестве старших сына Генриха VIII. Все эти принцы носили только титул «герцог Корнуолльский» (см. ниже).
Принц Уэльский также проходит формальную инвеституру, в ходе которой монарх возлагает на его голову венец принца Уэльского. В случае малолетства принца инвеститура может произойти спустя несколько лет после присвоения титула. С 1911 года инвеститура производится в том самом замке Карнарвон в Уэльсе, где родился Эдуард II; инициатором проведения церемонии в Уэльсе стал валлиец Дэвид Ллойд-Джордж.
Обычно принцами Уэльскими являются старшие сыновья монархов, однако два раза этот титул присваивался внукам королей после смерти их отцов (будущим Ричарду II и Георгу III). Дважды после смерти принцев Уэльских (Артура в 1502 году и Генриха в 1612 году) этот титул передавался их младшим братьям, вступившим потом на престол как Генрих VIII и Карл I, соответственно.
С сентября 2022 года этот титул носит принц Уильям — старший сын короля Карла III. Наследником престола он являлся с момента смерти королевы Елизаветы II 8 сентября 2022 года, титул принца Уэльского получил на следующий день, однако инвеституру он проходить не планирует.

## Другие титулы
Принц Уэльский носит также обычно присваиваемый вместе с этим титулом второстепенный титул графа Честера. Кроме того, старший сын монарха автоматически (с момента появления на свет в семье царствующего монарха или вступления отца или матери на престол) получает английский титул герцога Корнуольского, а после англо-шотландской унии 1603 года также и шотландский — герцога Ротсейского вместе с рядом других второстепенных титулов.

## Список принцев Уэльских

### Принц Уэльский — независимый титул
| Изображение | Имя                  | Чьим наследником являлся      | Дата рождения | Присвоение титула                                     | Утрата титула                    | Дата смерти                      | Другие титулы  | Принцесса Уэльская (супруга) |
| ----------- | -------------------- | ----------------------------- | ------------- | ----------------------------------------------------- | -------------------------------- | -------------------------------- | -------------- | ---------------------------- |
|             | Давид II ап Лливелин | сын Лливелина Великого        | ок. 1215      | 11 апреля 1240; первое упоминание в документах в 1244 | 25 февраля 1246                  | 25 февраля 1246                  | —              | Изабелла де Браоз            |
|             | Лливелин ап Грифид   | — сын Грифида ап Лливелина II | ок. 1223      | 29 сентября 1267                                      | 11 декабря 1282 погиб в сражении | 11 декабря 1282 погиб в сражении | принц Гвиннеда | Элеанор де Монфор            |
|             | Давид ап Грифид      | брат Лливелина ап Грифида     | ок. 1238      | 11 декабря 1282                                       | 3 октября 1283 казнён в Шрусбери | 3 октября 1283 казнён в Шрусбери | лорд Сноудон   | Элизабет Феррерс             |

### Принцы Уэльские — наследники престола Англии
| Изображение | Имя | Чьим наследником являлся | Дата рождения    | Провозглашён наследником престола | Присвоение титула    | Утрата титула                                        | Дата смерти        | Другие титулы | Принцесса Уэльская (супруга)                                                        | Кол-во лет |
| ----------- | --- | ------------------------ | ---------------- | --------------------------------- | -------------------- | ---------------------------------------------------- | ------------------ | --- | ----------------------------------------------------------------------------------- | ---------- |
|             | Эдуард Карнарвонский, позднее король Эдуард II                                                            | Эдуард I                 | 25 апреля 1284   | 19 августа 1284                   | 7 февраля 1301       | 7 июля 1307 стал королём                             | 21 сентября 1327   | граф де Понтье, граф Честер | —                                                                                   | 6          |
|             | Эдуард Вудстокский                                                                                        | Эдуард III               | 15 июня 1330     | 15 июня 1330                      | 12 мая 1343          | 8 июня 1376                                          | 8 июня 1376        | граф Честер, герцог Корнуольский | Джоанна Кентская                                                                    | 33         |
|             | Ричард Бордосский, позднее король Ричард II                                                               | Эдуард III               | 6 января 1367    | 8 июня 1376                       | 20 ноября 1376       | 22 июня 1377 стал королём                            | 14 февраля 1400    | герцог Корнуольский, граф Честер | —                                                                                   | 1          |
|             | Генри Монмут, позднее король Генрих V                                                                     | Генрих IV                | 16 сентября 1387 | 30 сентября 1399                  | 15 октября 1399      | 21 марта 1413 стал королём                           | 31 августа 1422    | герцог Ланкастер, герцог Корнуольский, граф Честер                                                                                          | —                                                                                   | 14         |
|             | Эдуард Вестминстерский                                                                                    | Генрих VI                | 13 октября 1453  | 13 октября 1453                   | 15 марта 1454        | 11 апреля 1471 свержение отца                        | 4 мая 1471         | герцог Корнуольский, граф Честер | Анна Невилл                                                                         | 17         |
|             | Эдуард Йорк, позднее король Эдуард V                                                                      | Эдуард IV                | 4 ноября 1470    | 11 апреля 1471                    | 26 июня 1471         | 9 апреля 1483 стал королём                           | 1483?              | герцог Корнуольский, граф Честер | —                                                                                   | 12         |
|             | Эдуард Миддлгемский                                                                                       | Ричард III               | ок. 1473         | 1483                              | 24 августа 1483      | 9 апреля 1484                                        | 9 апреля 1484      | герцог Корнуольский, граф Честер, граф Солсбери                                                                                             | —                                                                                   | 1          |
|             | Артур Тюдор                                                                                               | Генрих VII               | 20 сентября 1486 | 20 сентября 1486                  | 29 ноября 1489       | 2 апреля 1502                                        | 2 апреля 1502      | герцог Корнуольский, граф Честер | Екатерина Арагонская                                                                | 13         |
|             | Генри Тюдор, позднее король Генрих VIII                                                                   | Генрих VII               | 28 июня 1491     | 2 апреля 1502                     | 18 февраля 1504      | 22 апреля 1509 стал королём                          | 28 января 1547     | герцог Корнуольский, граф Честер, герцог Йорк                                                                                               | —                                                                                   | 5          |
|             | Эдуард Тюдор, позднее король Эдуард VI                                                                    | Генрих VIII              | 12 октября 1537  | 12 октября 1537                   | 1537                 | 28 января 1547 стал королём                          | 6 июля 1553        | герцог Корнуольский, граф Честер | —                                                                                   | 10         |
|             | Генри Стюарт                                                                                              | Яков I                   | 19 февраля 1594  | 24 марта 1603                     | 4 июня 1610          | 6 ноября 1612                                        | 6 ноября 1612      | герцог Корнуольский, герцог Ротсей, граф Честер, граф Каррик и другие                                                                       | —                                                                                   | 2          |
|             | Чарльз Стюарт, позднее король Карл I                                                                      | Яков I                   | 19 ноября 1600   | 6 ноября 1612                     | 4 ноября 1616        | 27 марта 1625 стал королём                           | 30 января 1649     | герцог Корнуольский, герцог Ротсей, герцог Йорк, герцог Олбани, маркиз Ормонд, граф Честер, граф Каррик, граф Росс и другие                 | —                                                                                   | 9          |
|             | Чарльз Стюарт, позднее король Карл II                                                                     | Карл I                   | 29 мая 1630      | 29 мая 1630                       | объявлен в 1638—1641 | 30 января 1649 титул упразднён (стал королём в 1660) | 6 февраля 1685     | герцог Корнуольский, герцог Ротсей, граф Честер, граф Каррик, барон Ренфру и другие                                                         | —                                                                                   |            |
|             | Джеймс Фрэнсис Эдуард Стюарт                                                                              | Яков II                  | 10 июня 1688     | 10 июня 1688                      | июль 1688            | 11 декабря 1688 Свержение отца                       | 1 января 1766      | | —                                                                                   |            |
|             | Георг Август, позднее король Георг II                                                                     | Георг I                  | 10 ноября 1683   | 1 августа 1714                    | 27 сентября 1714     | 11 июня 1727 стал королём                            | 25 октября 1760    | герцог Корнуольский, герцог Ротсей, герцог Кембриджский, граф Честер, граф Каррик и другие                                                  | Каролина Бранденбург-Ансбахская                                                     | 13         |
|             | Фредерик Луис                                                                                             | Георг II                 | 1 февраля 1707   | 11 июня                           | 8 января 1729        | 31 марта 1751                                        | 31 марта 1751      | герцог Корнуольский, герцог Ротсей, герцог Эдинбургский, граф Честер, граф Каррик и другие                                                  | Августа Саксен-Готская                                                              | 22         |
|             | Георг Вильгельм Фредерик, позднее король Георг III                                                        | Георг II                 | 4 июня 1738      | 31 марта 1751                     | 20 апреля 1751       | 25 октября 1760 стал королём                         | 29 января 1820     | герцог Эдинбургский, граф Честер и другие                                                                                                   | —                                                                                   | 9          |
|             | Георг Август Фредерик, позднее король Георг IV                                                            | Георг III                | 12 августа 1762  | 12 августа 1762                   | 19 августа 1762      | 29 января 1820 стал королём                          | 26 июня 1830       | герцог Корнуольский, герцог Ротсей, граф Честер, граф Каррик и другие                                                                       | Каролина Брауншвейгская                                                             | 58         |
|             | Альберт Эдуард, позднее король Эдуард VII                                                                 | Виктория                 | 9 ноября 1841    | 9 ноября 1841                     | 8 декабря 1841       | 22 января 1901 стал королём                          | 6 мая 1910         | герцог Корнуольский, герцог Ротсей, граф Честер, граф Каррик и другие                                                                       | Александра Датская                                                                  | 60         |
|             | Джордж Фредерик Эрнест Альберт, позднее король Георг V                                                    | Эдуард VII               | 3 июня 1865      | 22 января 1901                    | 9 ноября 1901        | 6 мая 1910 стал королём                              | 20 января 1936     | герцог Корнуольский, герцог Ротсей, герцог Йорк, граф Честер, граф Каррик и другие                                                          | Мария Текская                                                                       | 9          |
|             | Эдвард Альберт Кристиан Джордж Эндрю Патрик Дэвид, позднее король Эдуард VIII, а затем герцог Виндзорский | Георг V                  | 23 июня 1894     | 6 мая 1910                        | 23 июня 1910         | 20 января 1936 стал королём                          | 28 мая 1972        | герцог Корнуольский, герцог Ротсей, граф Честер, граф Каррик и другие                                                                       | —                                                                                   | 26         |
|             | Чарльз Филипп Артур Джордж, позднее король Карл III                                                       | Елизавета II             | 14 ноября 1948   | 6 февраля 1952                    | 26 июля 1958         | 8 сентября 2022 стал королём                         | здравствует поныне | герцог Корнуольский, герцог Ротсей, 2-й герцог Эдинбургский, граф Честер, граф Каррик и другие                                              | 1. Диана Спенсер 2. Камилла Паркер-Боулз (не использовала титул принцессы Уэльской) | 64         |
|             | Уильям Артур Филипп Луи                                                                                   | Карл III                 | 21 июня 1982     | 8 сентября 2022                   | 9 сентября 2022      | здравствует поныне                                   | здравствует поныне | герцог Корнуольский, герцог Ротсей, герцог Кембриджский, граф Честер, граф Каррик, граф Стратерн, барон Каррикфергус, барон Ренфру и другие | Кэтрин Миддлтон                                                                     |            |